# Robert Nimmo
Pour les articles homonymes, voir Nimmo.
Vous pouvez aider à l'améliorer ou bien discuter des problèmes sur sa page de discussion.
- Son contenu est rédigé entièrement ou presque à partir d'une seule source. N'hésitez pas à modifier cet article pour améliorer sa vérifiabilité en apportant de nouvelles références dans des notes de bas de page. (Marqué depuis mai 2025)
- Il est orphelin : moins de trois articles lui sont liés. Aidez à ajouter des liens en plaçant le code [[Robert Nimmo]] dans les articles relatifs au sujet. (Marqué depuis mai 2025)

- Archive Wikiwix
- Bing
- Cairn
- DuckDuckGo
- E. Universalis
- Gallica
- Google
- G. Books
- G. News
- G. Scholar
- Persée
- Qwant
- (zh) Baidu
- (ru) Yandex
- (wd) trouver des œuvres sur Wikidata

Robert Harold Nimmo, né le 22 novembre 1893 à Einasleigh dans le Queensland (Australie) et mort le 4 janvier 1966 à Rawalpindi (Pakistan), est un officier supérieur de l'armée australienne. Il sert durant la première Guerre mondiale, la seconde Guerre mondiale, mais aussi pendant l'Occupation du Japon par la Force d'occupation du Commonwealth britannique. De 1946 à 1950, il est General Officer Commanding (GOC) de la Northern Commandant en Australie et chef du groupe d'observateurs militaires des Nations Unies à partir de 1950 jusqu'à sa mort en 1966.
Robert Harold Nimmo est élevé dans un ranch à mouton dans l'extrême nord du Queensland. Il fréquente la Southport School dans le sud du Queensland avant d'entrer au Collège militaire royal de Duntroon en 1912. Il est le cadet aîné de sa classe et obtient son diplôme avant de prendre part à la Première Guerre mondiale. Il participe aux campagnes de Gallipoli et de Sinaï et de Palestine avec le 5th Light Horse Regiment et parvient à se hisser au grade de major. Il se distingue par sa capacité de meneur d'hommes en tant que commandant d'Escadron de Chevau-légers et par ses compétences en tant que major de brigade de la 1st Light Horse Brigade, durant les dernières étapes de la guerre.